# Krisztián Berki
Krisztián Berki (* 18. März 1985 in Budapest) ist ein ungarischer Geräteturner. Seine bisher größten Erfolge sind der Olympiasieg 2012 am Pauschenpferd sowie der Gewinn von zwei Welt- und sechs Europameistertiteln in der gleichen Disziplin. Bei einer Körpergröße von 1,78 Meter beträgt sein Wettkampfgewicht 70 Kilogramm.

## Leben
Krisztián Berki wurde in Zugló, einem Stadtteil von Budapest, geboren und wuchs in der ungarischen Hauptstadt auf. Erstmals mit dem Turnen in Kontakt kam er im Alter von fünf Jahren im örtlichen Kindergarten. Eigenen Angaben zufolge war Berki fasziniert von den Körperübungen und -bewegungen und ging dem Turnsport weiter nach. Im Alter von zwölf Jahren nahm er an ersten Wettkämpfen teil.
1997 wurde Berki als Turner in das ungarische Nationalteam der Senioren berufen. Ab Beginn der 2000er Jahre stellten sich erste Erfolge bei internationalen Juniorenturnieren ein. Durch eine 2002 erlittene Verletzung am Sprunggelenk war Berki gezwungen, sich vom Mehrkampf abzuwenden und fortan auf das Pauschenpferd zu konzentrieren. Im selben Jahr wurde er an diesem Gerät erstmals ungarischer Meister. 2004 gewann er mit Bronze an seinem Spezialgerät bei den Europameisterschaften in Ljubljana die erste Medaille bei Internationalen Seniorenmeisterschaften.
Der erste internationale Titel am Pauschenpferd folgte 2005 bei der Heim-EM in Debrecen, wo Berki sich den Europameistertitel vor dem Rumänen Marius Urzică und Nikolai Krjukow aus Russland sichern konnte. Bei den europäischen Titelkämpfen im Jahr darauf im griechischen Volos wurde seine Übung nachträglich niedriger bewertet, woraufhin er eine Medaille verlor und der Titel am Pauschenpferd an den Rumänen Flavius Koczi ging. Im selben Jahr gewann Berki in seiner Paradedisziplin den DTB-Pokal in Stuttgart (15,750 Punkte) und belegte einen zweiten Platz beim Weltcup in Maribor hinter dem Kroaten Robert Seligman. Beim Weltcup-Finale in São Paulo turnte Berki seine bis dahin am besten bewertete Pauschenpferd-Übung und musste sich mit 16,025 Punkten knapp dem Chinesen Xiao Qin (16,100) geschlagen geben.
2007 wurde zum bis dahin erfolgreichsten Jahr für Berki. Bei der Turn-EM in Amsterdam gewann er erneut die Goldmedaille am Pauschenpferd mit 15,800 Punkten vor dem Briten Daniel Keatings (15,450) und Flavius Koczi (15,325). Bei den Weltmeisterschaften in Stuttgart errang er mit Silber seine erste WM-Medaille an seinem Spezialgerät, hinter dem Weltmeister Xiao Qin. Weiterhin folgten vier Siege bei internationalen Weltcups, die Berki mit mindestens 16,000 Punkten oder mehr gewann – darunter der 25. DTB-Pokal in Stuttgart (16,000), die Weltcups in Gent (16,075) und Maribor (16,150) sowie das Turnier der Meister in Cottbus (16,000 Punkte). Das folgende Olympiajahr begann für Berki mit einem vierten Platz beim Weltcup in Doha, woraufhin das Turnier der Meister in Cottbus folgte. Dort turnte er seine bis dahin am höchsten bewerteten Pauschenpferd-Kür (16,225 Punkte). Bei den Europameisterschaften in Lausanne gewann Berki zum dritten Mal den Titel an seinem Paradegerät. Es folgten ein dritter Platz beim Weltcup in Moskau und mit 15,675 Punkten ein zweiter Platz beim Weltcup in Barcelona hinter dem Chinesen Zhang Hongtao (16,250). Berki gelang es jedoch nicht, sich für die Olympischen Sommerspiele 2008 in Peking zu qualifizieren. Ebenso blieb ihm eine Wildcard des Internationalen Turnerverbands FIG verwehrt. Der Olympiasieg ging in Abwesenheit des Ungarn an Xiao Qin (15,875 Punkte), der vor dem Kroaten Filip Ude (15,725) siegte, den Berki noch bei der EM auf den Silberrang hatte verweisen können. Das Jahr 2008 schloss Berki mit einem Sieg beim Grand Prix in Glasgow (15,950 Punkte) und mit einem zweiten Platz (16,100) beim Weltcup-Finale in Madrid hinter Zhang Hongtao (16,375) ab.
Nach Silber bei den Weltmeisterschaften 2009 in London hinter Zhang Hongtao blieb Berki in den folgenden Jahren bei den großen internationalen Meisterschaften an seinem Paradegerät ungeschlagen. 2009, 2011 und 2012 gewann er jeweils den Europameistertitel, 2010 und 2011 wurde er Weltmeister. Hinzu kamen bis zum Sommer 2012 sechs Weltcup-Siege. Für die Olympischen Sommerspiele 2012 in London qualifiziert, zog Berki als Fünfter mit 15,033 Punkten ins Gerätefinale am Pauschenpferd ein. Dort erturnte er eine Wertung von 16,033 Punkten und lag gleichauf mit dem Qualifikationsbesten Louis Smith aus Großbritannien. Aufgrund seiner besseren Haltungsnoten wurde ihm die Goldmedaille vor Smith zuerkannt. Es war der fünfte Olympiasieg für Ungarn an diesem Gerät nach den Erfolgen von István Pelle (1932), Zoltán Magyar (1976 und 1980) und Zsolt Borkai (1988), die Berki zu seinen Vorbildern zählte. Bei der folgenden Turn-EM 2013 in Moskau zog Berki als Qualifikationsbester ins Finale am Pauschenpferd ein, wo er sich aber dem Briten Daniel Keatings geschlagen geben musste und Silber gewann.
Krisztián Berki ist Student und lebt in Budapest. Er ist Mitglied der Turnmannschaft des Vereins Újpesti TE und wird seit 2007 von István Kovács trainiert, den er seit seiner Kindheit kennt und zu dem er laut eigenen Angaben ein engeres Verhältnis hat als zu seinen Eltern. Der achtmalige nationale Meister trägt in Ungarn den Spitznamen „hosszú“ (dt.: Der Lange).

## Auszeichnungen (Auswahl)
- Ungarns Sportler des Jahres (2010, 2011, 2014)
- Ungarns Turner des Jahres (2005–2011)